# Koven
KOVEN — англійський дует, що виконує музику у стилі EDM, створений Максом Роватом і вокалісткою Кеті Гераті (до шлюбу Бойл). Дует найбільш відомий завдяки трекам у стилі drum & bass та dubstep, але також творять trap, future bass, house, pop та ін. Дует видається на лейблі Monstercat виводячись з Лондона, Англія. В якості гостьових виконавців з'являлись в радіо-шоу BBC Radio 1 включно з BBC Radio 1 Dance Presents. Свій дебютний альбом Butterfly Effect дует видав у 2020 році,, даний альбом номіновано в якості Найкращого Альбому в конкурсі 2020 Drum & Bass Arena.

## Дискографія

### Студійні альбоми
| Назва            | Деталі                                                                               | Топ позиція в чартах | Топ позиція в чартах | Топ позиція в чартах |
| Назва            | Деталі                                                                               | UK                   | UK Dance             | UK Indie             |
| ---------------- | ------------------------------------------------------------------------------------ | -------------------- | -------------------- | -------------------- |
| Butterfly Effect | - Released: 13 March 2020 - Label: Monstercat - Formats: Digital download, CD, vinyl | —                    | —                    | —                    |

## Нотатки
1. ↑  Monstercat. www.monstercat.com.
2. ↑  KOVEN b2b Hybrid Minds on Radio 1 Dance Presents. Архів оригіналу за 1 січня 2021. Процитовано 31 березня 2021.
3. ↑  Scilippa, Phil. KOVEN Talk All Things Butterfly Effect, Influences, and More [Interview]. EDM.com - The Latest Electronic Dance Music News, Reviews & Artists. Архів оригіналу за 19 квітня 2021. Процитовано 31 березня 2021.
4. ↑  Drum & Bass Arena 2020 Awards and Nominations. Архів оригіналу за 7 травня 2021. Процитовано 31 березня 2021.